# 割闌尾計畫
割闌尾計劃，2014年太陽花學運期間及後續的台灣政治活動，由民間人士發起的罷免中華民國立法委員行動，於網絡上開放網友提出罷免緣由並進行票選。由於行動目標為罷免被認為不稱職的委員，計劃取「爛委」/「藍委」之諧音名為割「闌尾」。
雖然主張不問政黨，但團體立場較為偏向泛綠，且被罷免者全為中國國民黨籍。5月2日，鎖定了網站上網友罷免意願最高的3位立委，中國國民黨籍立委蔡正元、林鴻池、吳育昇，並於9月底10月初陸續送出罷免提議書，其中林鴻池與吳育昇的罷免案於第2階段未達門檻而告失敗，蔡正元的罷免案於第3階段投票率未達門檻，罷免失敗。而類似的團體「全面罷免」也對國民黨籍立委蔡錦隆提出罷免，第1階段提議在2015年1月12日審查通過，第2階段未達門檻而失敗。另一團體「高雄區割闌尾」也在2014年6月1日開始對國民黨籍立委黃昭順和林國正提出罷免。至翌年1月，林國正已過第一階段門檻，黃昭順亦接近第一階段門檻，但因北部立委蔡正元罷免投票未過、中部立委蔡錦隆第二階段連署未過，基於各項考量而停止連署。
2016年罷免國民黨立委活動失敗後，此團體不再進行罷免相關活動運作，轉而關心罷免門檻相關修法。2019年官方網站停止運作。

## 中部團體「全面罷免」
全面罷免是台中市的罷免團體，發起人為陳致豪，於2014年5月起對台中市第四選區（西屯、南屯區）立委蔡錦隆進行罷免提議連署，並於2014年12月18日送出6322份連署書，1月12日第一階段審核通過。

### 蔡錦隆罷免理由
1. 2012年3月30日用預藏無線麥克風的方式，在沒討論法案內容的情況下，保送食品衛生管理法的瘦肉精相關規定。
2. 反對調漲基本工資，甚至說「鄉下低薪很正常」。
3. 反對管制大陸830項農產品。
4. 支持興建核電廠。

### 罷免連署狀況
| 姓名   | 選區             | 第一階段提議書 需求及送件數 | 第一階段補件數 （佔送件數比例） | 第一階段審核結果 （有效提議人數） | 第二階段連署書 需求及送件數 | 第二階段審核結果 | 第三階段投票結果 |
| ------ | ---------------- | --------------------------- | ------------------------------- | --------------------------------- | --------------------------- | ---------------- | ---------------- |
| 蔡錦隆 | 臺中市第四選舉區 | 需求5262 送件6322           | 數量充足未補件                  | 通過（5727人）                    | 需求34200份 實得3382份      | 未通過           |                  |

## 南部團體「高雄區割闌尾」
高雄區割闌尾為學運期間參與創立「割闌尾計畫」的南部成員回到南部後成立的子團，後發展為獨立團體。於2014年6月對黃昭順和林國正進行罷免提議連署。但因2015年2月14日北部立委蔡正元罷免投票未過、翌日中部立委蔡錦隆第二階段連署未過，考量民眾動能已耗盡而停止連署。

### 罷免理由

#### 黃昭順
1. 擾亂議事秩序，偷渡自經區：多次宣布「會議延長至晚上12點」並離席，導致會議無法進行及散會。
2. 罔顧人民居住安全：反對易淹水地區治理及維護管理計畫。
3. 陸生獎學金高於基本工資。

#### 林國正
1. 無視農民生計，迫害臺灣農業：贊成自由經濟示範區，反對管制中國大陸830項農產品進口。
2. 反對改善勞工就業環境：缺席調漲基本工資會議、反對保障女性工作權、反對刪除另行約定工時的行業，避免過勞死發生
3. 罔顧人民居住安全：反對核四及其災難疏散方案、反對增設核四安全調查特種委員會、反對加強核安管制。

### 罷免連署狀況
| 姓名   | 選區             | 第一階段提議書 需求及送件數 | 第一階段補件數 （佔送件數比例） | 第一階段審核結果 （有效提議人數） | 第二階段連署書 需求及送件數 | 第二階段審核結果 | 第三階段投票結果 |
| ------ | ---------------- | --------------------------- | ------------------------------- | --------------------------------- | --------------------------- | ---------------- | ---------------- |
| 黃昭順 | 高雄市第三選舉區 | 需求5476 實得4642           | 未送件                          |                                   |                             |                  |                  |
| 林國正 | 高雄市第九選舉區 | 需求4917 實得5470           | 已過門檻未送件                  |                                   |                             |                  |                  |

## 活動歷史

### PTT八卦板與服貿板草創期
- 2014年3月25日，PTT網友Demogorgan於服貿版以分析「憲法133實踐聯盟」的吳育昇罷免案，提出改善罷免連署的方案。
- 3月31日，初次實體會議決定行動計畫及確定行動名稱。[3]
- 4月2日，擴大徵求志願參與者組成割闌尾計畫團隊。
- 4月8日，罷免網站上線，開始徵求罷免目標。蔡正元、林鴻池於網友票選中領先。[4]

### 初期各方冠名之響應活動
- 在計畫宣佈後，民主黑潮學生聯盟等團體，發起多次以割闌尾為號召之「路過」立法院、立委服務處行動對立委施壓。
  - 2014年4月4日，在中國國民黨黨鞭林鴻池的選區新北市板橋區進行掃街活動。過程中警方曾一度舉牌，但引發學生民眾不滿，大喊：「我們只是路過而已！」[5]
  - 4月5日，在中國國民黨立委吳育升的選區新北市淡水區進行掃街活動。過程中警方曾一度舉牌，群眾反嗆「我只是路過」[6]。
  - 4月6日，在中國國民黨立委張慶忠、林德福的選區新北市中和區、永和區進行掃街活動。過程中警方曾一度舉牌，遭民眾以高舉「我們只是路過，警察不要驅趕」、「報告，行為路過」的標語，及高喊「路過！路過！」反制[7]。
  - 4月6日，在中國國民黨立委林國正的選區高雄市前鎮區進行路過活動。過程中警方2度舉牌，民眾大喊：「路過無罪！路過無罪！」[7]。
  - 4月8日，在中國國民黨立委黃昭順的選區高雄市左營區進行路過活動。但在過程中爆發推擠，警方4度舉牌，所幸最後仍算是和平落幕，目前仍不清楚是否有後續刑責或開罰[8]。
  - 4月9日，針對剛發生物化女性事件爭議的中天新聞台以及中國國民黨立委蔡正元，在台北市內湖區發起「散步中天，路過正元」活動，但後來並未到達蔡正元服務處即解散[9]。
  - 4月9日，在中國國民黨立委蔡錦隆的選區台中市西屯區進行路過活動[10]。

- 4月24日，包含清華大學基進筆記、交通大學敵霸閣及新竹教育大學竹大青年覺醒陣線等社團約200名學生號召「新竹割闌尾行動」，「路過」中國國民黨立委呂學樟服務處[11]。

- 4月30日，民主黑潮學生聯盟等團體，在中國國民黨立委黃昭順的選區高雄市左營區進行路過活動，抗議她27日在立法院經濟委員會擔任召委時，火速通過《自由經濟示範區特別條例草案》三條條文一事[12]。

- 5月4日，由台大學生發起「闌尾鴻泰．回頭是岸」「路過」中國國民黨立委費鴻泰服務處，約200名學生與民眾參加[13]。

- 5月24日，公民意識覺醒青年陣線發起路過中國國民黨立委蔡正元服務處的活動[14]。

- 5月29日，台灣伴侶權益推動聯盟指出婚姻平權法案在中國國民黨召委廖正井沒有排案審查，不滿修法無進展，指為罪魁禍首，將發起「割正井、反恐同」罷免廖正井的連署活動。[15]

### 確立罷免目標開始提議連署

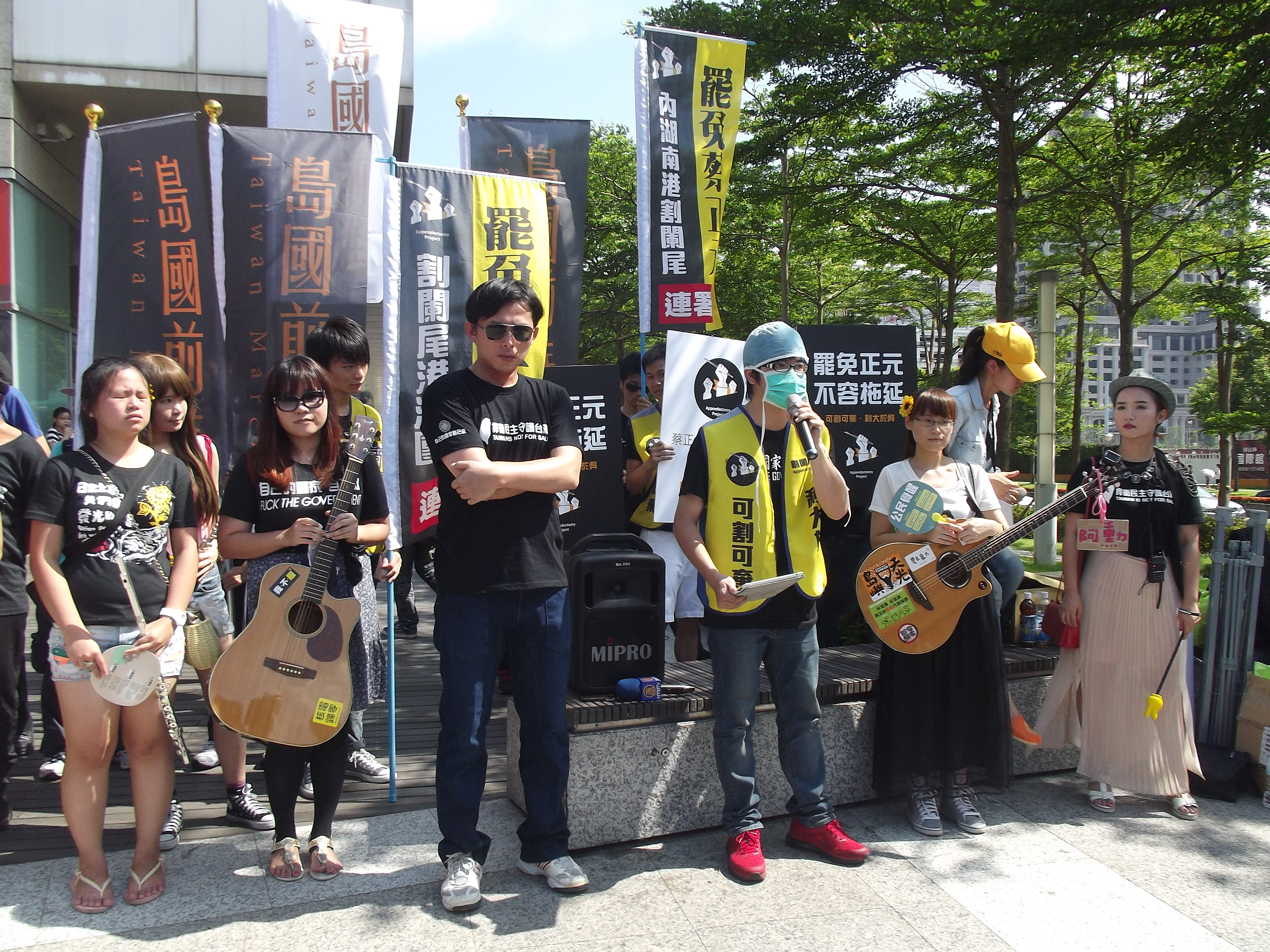
割闌尾計畫在台北市美麗華百樂園噴水池廣場進行。

- 2014年5月2日，鎖定了網站上網友罷免意願最高的3位立委，中國國民黨籍立委蔡正元、林鴻池、吳育昇，開始進行正式的罷免行動。同時也在專為社會運動服務的群眾募資(群眾集資)網站VDemocracy.tw上，以發行紀念品方式募集活動所需經費，在3天內就達到1000萬元，已超過原先預期募款目標5萬元的200倍以上，因此提前結束募資。[16][17][13]。

- 5月24、25日，台聯分別在板橋及淡水發起徵求罷免提議連署的活動，遭部分支持民眾反嗆[18][19]。

- 6月22日，割闌尾計畫團隊與島國前進，一起在新北市板橋區募集廢除公投門檻的連署書和罷免立委的提議書[20]。

### 送出罷免提議書
- 9月26日，對中國國民黨立委蔡正元的罷免提議書正式送件至中央選舉委員會[21]。而後對林鴻池及吳育昇的罷免提議書也相繼在10月6日及9日送件。

- 10月28日，割闌尾計畫提出「即刻罷免V計畫」，計畫在2014年九合一選舉當日設置罷免攤位，募集第2階段連署書[22]。

- 11月2日，割闌尾計畫與島國前進(補正公投法連署)、翻轉選舉運動團隊，共同舉辦「怒吼炸濟南」活動[23]。

### 第二階段罷免連署
- 11月10日，中央選舉委員會10日舉行委員會議，會中審議通過提議罷免臺北市第4選舉區選出之立法委員蔡正元一案，其提議人數已達法定提議人人數，該會將函請提議人之領銜人於10日內向該會領取連署人名冊格式，於30日內徵求連署。11月26日，罷免吳育昇及林鴻池的提議亦完成審查[24]，三名立委之罷免程序同時進入連署階段。

- 由於第二階段連署人名冊格式以7人為一張，又規定需按里編冊，引發洩漏個資質疑。割闌尾團隊詢問中選會是否能改為1人簽1張，遭中選會以「表格是委員會開會決議的，無法更改」，「我們從以前到現在都是這樣」否決。但因為第二階段送件是由各地選委會負責審查，11月25日，台北市選委會同意罷免蔡正元案第2階段連署書採用1人1張方式[25]，27日，台北市選委會又緊急將之前同意一人一張的公文作廢，認為還是要使用7人一張的格式[26]。

- 11月29日舉行2014年中華民國地方公職人員選舉，割闌尾計畫團隊於投開票所外設置罷免連署攤位，當晚宣佈蔡正元罷免連署書已突破4萬份，達到第2階段送件門檻[27]。

- 12月15日，蔡正元第二階段罷免連署書59898份送至臺北市選舉委員會[28]。

- 12月27日，割闌尾團隊宣告罷免吳育昇(達成率77.4%)及林鴻池(達成率86％)的連署書數量未達門檻，第2階段失敗[29]。

### 第三階段罷免投票
主條目：2015年臺北市第四選舉區立法委員罷免投票
- 2015年1月6日，台北市選委會宣佈，罷免國民黨立委蔡正元連署書59892份，經查核刪除9943份後，仍有49949份合於規定，超過連署門檻38939人，罷免連署成立，中選會於104年2月14日舉行罷免投票，104年2月16日公布投票結果[30]。

## 罷免程序

### 罷免理由

#### 蔡正元
1. 只依中國國民黨黨意投票，脫黨投票的投票次數為0次。
2. 無視兩岸服貿協議「調整後結果不得低於磋商前特定承諾的總體開放」之規定，聲稱「服貿有剎車器」，並對反諷318青年佔領立法院行動「無知果然是白癡之本」[31]。
3. 323佔領行政院事件時，在臉書PO文，「能以這麼輕的代價完成任務，警察辛苦了！」並表示十分欣慰，無視警察執法之比例原則及驅離行動過當問題[32]
4. 2012年反媒體壟斷運動中，質詢中研院長翁啟惠時，濫用言論免責權，說出「人家商業競爭干你甚麼事？」「黃國昌若繼續這樣，明年中研院法律所預算砍一半。」等帶有威脅之意的話[33]。
5. 2012年於社福衛環委員會質詢時，說出「如果沒有政府的協助，新移民的第二代，就會是未來治安的隱憂」等可能帶有種族歧視的偏頗言論[34]。
6. 提出「觀光賭場管理條例修正草案」，試圖推動台灣本島開放設置賭場[35]。
7. 2014年4月25日發生與反核民眾發生衝突[[[Wikipedia:格式手册/链接#章節|錨點失效]]]擋車事件，在過程中要求司機加速駛離，事後並反控擋車民眾毀損、控訴趴車民眾擊破擋風玻璃。
8. 在財委會提案，要求金管會審批金融、保險、證券業赴中投資時，應將業者是否主動宣傳ECFA對台灣的好處做為標準，不符者應駁回申請。[36]
9. 蔡正元在公民監督國會聯盟2014年3月公布之立委評鑑報告，出席率僅有54%，為全體委員中最低，質詢率也僅有5%，甚至比離島的委員更低，被評為離立法院「最遠」的委員。[37]

#### 林鴻池
1. 支持續建核四，於「核四停建決議案」投下反對票。雖在2013年6月提出：「核四問題立院無法決定，就應交人民公投決定」，卻強烈表態不准下修現行的高門檻公投法[38]。
2. 對於台灣進口美國牛肉問題，原於2009年公開主張「為人民健康把關，強烈反對美牛內臟進口」，卻在在2012年美牛案再起時以中國國民黨黨紀對國民黨團施壓，讓美牛案闖關成功。並因而抵制提出「罷免支持美牛的立委」的公督盟[39]。
3. 反對「經濟部不得恣意調漲電價」。
4. 反對食安問題事件中『賠償信託基金』專戶、受害者專線等保護措施。
5. 對於民進黨提出質疑馬政府無法兌現政策，經濟成長率一路下滑，提出「特要求總統、行政院院長及相關財經部會首長（包括主計總處主計長、經建會主委、經濟部部長及財政部部長）不得支領年終獎金，以苦民所苦」，投下反對票
6. 動用黨紀，強制通過仍有爭議的NCC人事案。
7. 2010年7月，馬英九總統表達希望陸生三法儘速過關後，隨即將陸生法案排入臨時會，林鴻池說出「引進陸生是世界潮流」。
8. 太陽花學運期間，要求立法機構應盡速進行清場，並在王金平表達其先立法再審查立場後，立即以黨鞭身分出面施壓，強烈要求立法院長讓審查、立法同時進行。另外亦身為2013年會計法第99-1條修正烏龍事件當事人之一。

#### 吳育昇
1. 與中國國民黨黨鞭林鴻池等人要求王金平動用警力，驅逐太陽花學運學生[40]，並宣稱張慶忠以小型麥克風30秒通過服貿之戰術是他的主意[41]。
2. 2012年反媒體壟斷運動中，中視重播跨年晚會，青峰反媒體壟斷言論遭剪接刪除之事，吳育昇認為「媒體有取材自由」「這正是媒體自由的一部分」，亦曾公開承諾在立法院完成廣電三法修正，後來卻倒戈反對。
3. 無視林益世條款，意圖以調降公視董事同意權門檻方式解決公視董事難產問題[42]。
4. 在2013年8月，假意提出「核四安檢完成，才啟動核四公投」，但當時卻未將提案送出。
5. 對於台灣進口美國牛肉問題，原先主張「食用美國牛有健康的疑慮，進口就是公然違法」，卻在馬政府上任後改口支持，甚至表示即使立法院不通過此案，也要「用行政命令直接進口美牛」[43]
6. 延宕集會遊行法修法[44]。
7. 封殺同性婚姻相關法案，簽署反對多元成家問卷。
8. 提案修正環評法，企圖使經法院判決違法無效的開發案仍可繼續動工[45]
9. 立院討論簽署ECFA架構下「投資保障協議」時，針對在中國被逮捕台商的「人身安全保障」，吳育昇贊成必須「無例外地」、「一律」通知在台家屬，但後來協商時並無此條款。
10. 擱置核四公投案，防止綠營另提續建核四公投案來反制[46]
11. 針對公職人員選舉罷免法，提出提高罷免難度的吳育昇條款修法。

### 罷免連署狀況及結果
| 姓名   | 選區             | 第一階段提議書 需求及送件數 | 第一階段補件數 （佔送件數比例） | 第一階段審核結果 （有效提議人數） | 第二階段連署書 需求及送件數 | 第二階段審核結果 | 第三階段投票結果         |
| ------ | ---------------- | --------------------------- | ------------------------------- | --------------------------------- | --------------------------- | ---------------- | ------------------------ |
| 蔡正元 | 臺北市第四選舉區 | 需求5991 送件6099           | 535(8.8%)                       | 通過（6665人）                    | 需求38939 送件59898         | 通過（49949份）  | 罷免失敗（投票率24.98%） |
| 林鴻池 | 新北市第六選舉區 | 需求4258 送件4343           | 436(10%)                        | 通過（4487人）                    | 需求27677 實得23810         | 未送件           | n/a                      |
| 吳育昇 | 新北市第一選舉區 | 需求5765 送件5838           | 904(15.5%)                      | 通過（6040人）                    | 需求37469 實得29010         | 未送件           | n/a                      |

### 民眾自發性連署罷免
在罷免行動期間，亦有板橋市民自發性填寫連署書，提交非原定罷免目標江惠貞的罷免連署書。
| 姓名   | 選區             | 第一階段提議書 需求及送件數 | 第一階段補件數 （佔送件數比例） | 第一階段審核結果 （有效提議人數） | 第二階段連署書 需求及送件數 | 第二階段審核結果 | 第三階段投票結果 |
| ------ | ---------------- | --------------------------- | ------------------------------- | --------------------------------- | --------------------------- | ---------------- | ---------------- |
| 江惠貞 | 新北市第七選舉區 | 需求4366 實得約3600         | 未送件                          |                                   |                             |                  |                  |

## 相關爭議
- 利用群眾募資網站募集活動經費的行為，被內政部及監察院警告，認為屬於政治活動，可能已經違反《政治獻金法》[48]。而在太陽花學運期間，募資網站flyingV為避免與櫃買中心之間合約產生衝突而另外創立VDemocracy.tw，因而促成此次募款，但5月7日櫃買中心修改創意集資規範，規定簽約網站只能經營一個集資平台，因而中止與flyingV合作[49]，被認為是針對flyingV的秋後算賬[50]。

- 2014年5月13日，立法院審議《公職人員選舉罷免法》多項草案，其中包括會提高罷免門檻，且曾在憲法133實踐聯盟罷免吳育昇行動時，被特別拿出來審議的吳育昇條款，因而再次引起爭議，也因此被再次諷為「反割闌尾條款」[51]。由於台灣團結聯盟與民主進步黨立委佔領主席台杯葛院會議程，經朝野協商後，決定當日暫不審議此爭議條款[52]。5月16日，立法院會再次試圖審議，仍然遭到台聯及民進黨佔領主席台杯葛，經朝野協商後，國民黨決定暫擱置此爭議條款。[53]
- 2014年5月24日，中國國民黨立委蔡正元針對服務處被路過抗議的事，在臉書上怒批「垃圾大學生」，還痛罵「這批垃圾，沒有繳税能力，不花時間去做公益，或好好唸書，自以為是！」「當大學生暴徒捷運殺人事件後，人民對垃圾大學生的容忍，已到極限」等言論[54]。
- 2014年5月25日，台聯在板橋的罷免林鴻池連署活動，由於主要發動者身份為年底七合一選舉候選人，加上板橋日前發生台北捷運隨機殺人事件，因而遭部分民眾嗆聲是作秀、騙選票[19]。

- 2014年9月20日，割闌尾團隊在南港舊庄掃街，林祖儀等人辦主祭告別式，誦唸經文甚至抬棺材遊走[55]（抬棺材在台灣對活人是咒人死亡或是恐嚇之意[56]），蔡正元痛批割闌尾計畫「卑劣、品格低俗，根本是流氓！」[57]北檢調查後認為，林祖儀等人當天並非是當著蔡的面恐嚇，而當天唸的所謂祭文，其內容為可受公評，並無妨害名譽的故意，因此處分不起訴[58]。
- 2014年11月29日，全面罷免志工在台中市南屯區文山國小投開票所外擺攤受國民黨籍寶山里長廖振源阻撓而發生衝突[59]。廖姓里長於2015年8月10日被依「妨害罷免罪」起訴，是為台灣首宗判例[60]。
- 2014年12月20日，割闌尾志工在淡水募集吳育昇的連署書時被反對民眾毆打[61]。
- 2015年1月23日，蔡正元在自己個人臉書上回應「蔡正元在公民監督國會聯盟2014年3月公布之立委評鑑報告，出席率僅有54%，為全體委員中最低，質詢率也僅有5%，甚至比離島的委員更低，被評為離立法院「最遠」的委員。」部分，因有在第四會期碰到張安薇被綁架事件才沒空出席財政委員會，並且質疑「公督盟只計算有表決權的委員會的質詢次數，不計算在其他委員會的質詢次數，根本搞不清楚表決權、質詢權的區別用意」[62]。
- 2015年2月12日，4位割闌尾志工在南港路口舉牌宣傳「罷免不得宣傳」，被警方以違反集會遊行法上銬帶回並於稍晚獲釋[63]。
- 2015年2月14日，割闌尾團隊在投票當日，以技巧性方式避開宣傳爭議，在內湖南港區挨家挨戶按門鈴提醒投票，被蔡正元重砲批判「儘幹這種下三濫的勾當，還有臉口沫橫飛談民主，真是丟臉現眼！」[64]
- 2015年2月15日，核能流言終結者創辦人黃士修個人臉書轉貼公督盟對於網友針對其評分標準提出質疑，公督盟表示:「您好，先向您說明委員會議程主要會有「備詢案」與「審查案」兩種，所謂的質詢以及公督盟所計算的質詢，都只有計算「備詢案」，因為只有「備詢案」是官員與立委一對一，審查案是一堆立委與官員在討論，因此蔡正元當會期直到5/19才第一次質詢，之前頂多就是在審查時一起討論而已。不過，這個系統應該是使用國會圖書館的「委員發言系統」，這套發言系統會將「備詢案」與「審查案」所有的講話內容都收錄進去，故你會以為這些都是他的質詢紀錄，系統上以「口頭質詢」也會讓人誤導，所以說國會圖書館會說「發言」而非使用「質詢」。你可以使用國會圖書館的「委員發言系統」再查一次，點入蔡正元那些發言的紀錄進去看，再對比5/19的質詢紀錄，就應該會比較清楚兩者的差異了。」黃士修則反嗆：「公督盟這是什麼計算方法啊，審查案才是立委真正的職責所在，備詢案只是在罵官員而已，跟法案進度完全無關啊。公督盟這樣算，表示他們認為罵官員比審法案重要？」[65]

## 後續
在2016年中華民國立法委員選舉中，蔡正元與林鴻池先後表達不競選連任，亦未被列入不分區。先前也被列入罷免目標的江惠貞、蔡錦隆、吳育昇及林國正仍參選區域立委，但最後均落選，僅黃昭順轉為不分區立委且列在高優先順序而順利當選。

### 除爛委落選運動
2015年10月3日，割闌尾計畫、人民作主基金會、島國前進、國會調查兵團及多個社運團體發起「除爛委落選運動」，並舉辦遊行活動，對象名單包括爭取連任的國民黨立委吳育昇、張慶忠及廖正井，最後3名立委全數競選連任失敗。

### 選罷法修正
2016年11月29日，修正《公職人員選舉罷免法》罷免條文。刪除罷免活動不得宣傳外，罷免提出門檻由總選舉人總數2%降至1%，連署門檻由總投票人數13%，下修至10%，罷免通過門檻由投票率二分之一、同意票過半，改為同意票大於總選舉人的四分之一。割闌尾計畫、陳其邁、黃國昌稱此為全民的勝利，李鴻鈞稱此絕對符合民意。

## 外部連結
- 割闌尾計畫官方網站 （页面存档备份，存于）（永久失效）
- 全面罷免官方網站